# Čižatice
Čižatice – wieś (obec) na Słowacji położona w kraju koszyckim, w powiecie Koszyce-okolice. Pierwsze wzmianki o miejscowości pochodzą z roku 1299. 
Według danych z dnia 31 grudnia 2012, wieś zamieszkiwało 387 osób, w tym 196 kobiet i 191 mężczyzn.
W 2001 roku rozkład populacji względem narodowości i przynależności etnicznej wyglądał następująco:
- Słowacy – 97,41%
- Morawianie – 0,29%
- Ukraińcy – 1,15%
- Węgrzy – 0,58%

Ze względu na wyznawaną religię struktura mieszkańców kształtowała się w 2001 roku następująco:
- Katolicy rzymscy – 62,54%
- Grekokatolicy – 16,71%
- Ewangelicy – 16,43%
- Prawosławni – 1,44%
- Ateiści – 1,44%
- Nie podano – 1,15%